# Urocricetus kamensis
Urocricetus kamensis is een zoogdier uit de familie van de Cricetidae. De wetenschappelijke naam van de soort werd voor het eerst geldig gepubliceerd door Satunin in 1903.

## Voorkomen
De soort komt voor in China.